# アーサー・ディオシー

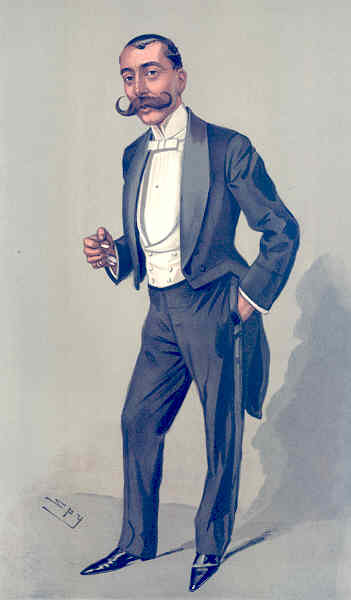
アーサー・ディオシーを描いた戯画。1902年、ヴァニティ・フェア誌に掲載された。描いたのは spy の筆名で活動したLeslie Ward

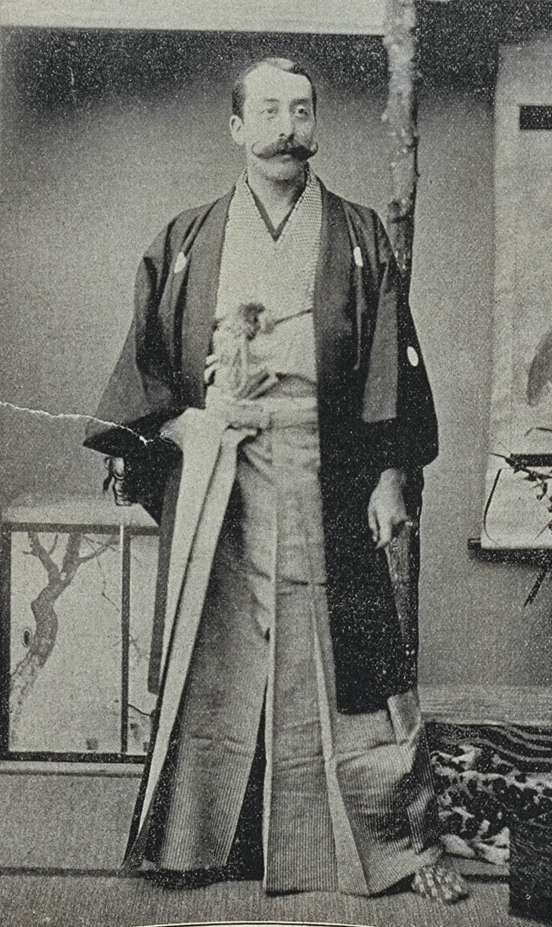
アーサー・ディオシー、1899年。

アーサー・ディオシー（Arthur Diósy、1856年6月6日 - 1923年1月2日）は、イギリスの講演活動家、著述家。
ロンドン日本協会設立者であり、理事長、副会長を務めた。

## 生涯

### 生い立ち
1856年6月6日、ロンドンのパディントンで生まれた。父のマーティン (hu:Diósy Márton) はハンガリーの独立運動家コシュート・ラヨシュの秘書を務めた人物で、ハンガリー革命（1848年 - 1849年）の敗北後に死刑宣告を受けてイギリスに亡命し、商業を営みながら亡命ハンガリー人による政治運動に関わり続けた。母レオニーはフランス出身で、アルザスの将校とスペイン人の血を引くという。
幼少時に病弱であったディオシーは、主として家庭で父から教育を受けた。幼少の時から外国語に親しむ環境にあり、長じて英語・ハンガリー語・フランス語・ドイツ語・イタリア語・スペイン語・日本語に堪能、オランダ語・ポルトガル語も理解可能という言語通になる。
日本への関心は、10歳のころに読んだ中国に関するフランス語の本の中に登場する日本に興味を持ったことにはじまるという。日本に関する本を読むためにオランダ語やポルトガル語を学び、漢仏英対照辞典を自ら編纂、また初歩の口語日本語文法書を手に入れて独習した。1867年ごろには日本人との最初の出会いを得た。劇場で外山正一、林董、菊池大麓ら8人の日本人留学生（幕府派遣留学生の一部）と偶然に出会ったもので、かれら（特に1歳違いの菊池）と言葉を交わした（会話は英語で行ったようである）。
1868年、ロンドン・インターナショナル・カレッジ (London International College) に入学。この学校は各国の学生が集まって学ぶ、国際教育 (International education) の初期の試みを行った学校である。1871年、ドイツに留学し、リップシュタットとデュッセルドルフで高校に通った。帰国後は海軍砲兵隊に志願し、1875年から1882年まで訓練を受けた。
学校を終えるころ、高額のため手に入れられなかったヘボンの辞典を、食費を削るなどの倹約を積み重ねて購入。また1873年にロンドンで出版された馬場辰猪の『日本語文典』を手に入れて独習した。1876年、ディオシーは劇場で偶然隣に座った日本人に生まれて初めて日本語で話しかけたが、その相手が馬場であったというエピソードがある。

### 活動
1877年、ロンドンにいる各国留学生の交流を目的に「ジュニア・コスモポリタン・クラブ」を結成。長くは続かなかった会ではあるが、日本人・ハンガリー人・イギリス人を中心とする約70名の会員を擁した。日本人メンバーには、井上勝之助や長岡護美、大越成徳、中上川彦次郎らがいた。
1882年、フロレンス・ヒルと結婚。
1891年9月9日、ロンドンで開催された「国際東洋学者会議」日本分科会においてディオシーは、日本研究促進のための協会設立を提案し、満場一致で可決された。こうして発足したのがロンドン日本協会であり、ディオシーは協会設立以来名誉幹事などとして会務に携わる。1894年には青木周蔵駐英公使の申請により、日本から勲三等旭日章が授与された。日清戦争を受け、イギリスで日本への関心が高まると、ディオシーは各地で日本に関する講演を行った。1898年には『新しい極東 (New Far East)』を出版、好評を博して版を重ねた。

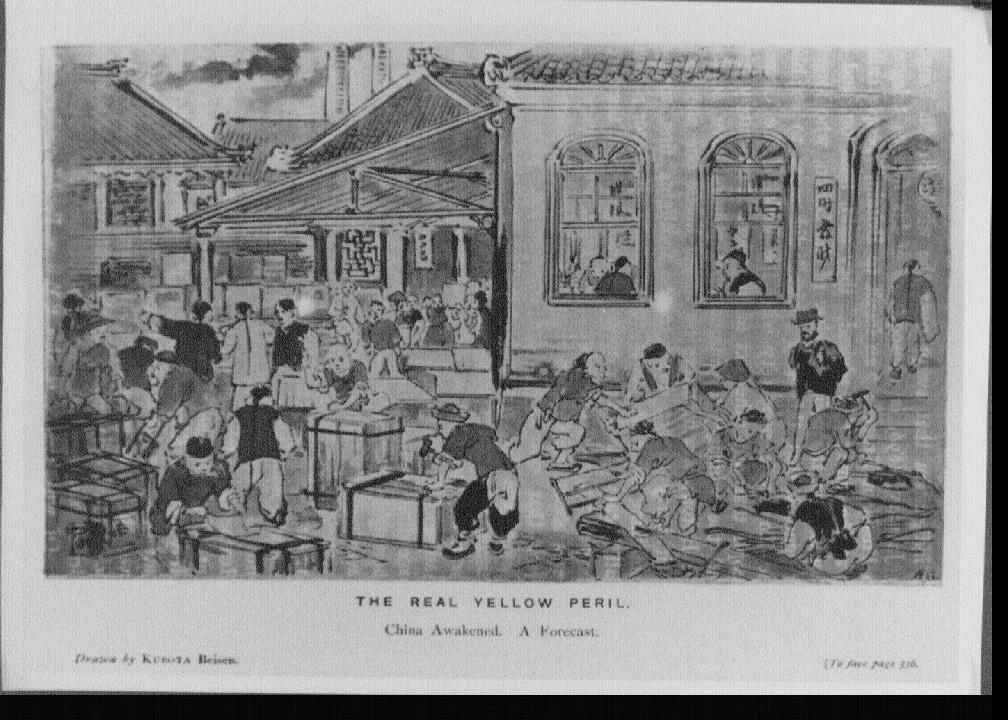
ディオシーが想定した"真の黄禍"。The New Far Eastより（久保田米僊筆）

また、ディオシーはドイツ帝国の元外交官であるマックス・フォン・ブラントがヴィルヘルム2世に教唆した黄禍論に対して、三国干渉への正当化のための思想であることを指摘し、黄禍論の寓意画『ヨーロッパの諸国民よ、諸君らの最も神聖な宝を守れ』の詳細な解釈も行った。ディオシーは"New Far East"で軍事的な黄禍論に異を唱え、真の黄禍は安価で勤勉な中国人の労働力であることを指摘し、日本や清との友好を主張したが、ディオシーの思惑とは反対に、東洋からの経済的脅威として認識され、黄禍論への裏付けへと代用されてしまった。
1899年、ディオシーは夫人とともに初めて日本を訪問した。2月にロンドンを発ち、アメリカを経由して4月9日に横浜に到着、東京に入ると連日のように日本の各界要人の招待を受けた。4月20日からは名古屋、京都、奈良、大阪、神戸、宮島、江田島と各地を周遊、5月12日に東京に戻った。5月13日には新宿御苑でディオシーを迎えての園遊会が開かれ、ロンドン日本協会の日本人会員や英国滞在経験者、アーネスト・サトウ公使をはじめとする在日イギリス人の約180名が出席した。その後、東京や横浜での講演を行い、日光での避暑（イギリス出身である三宮義胤男爵夫人の招待による）を楽しんだ。日本の新聞は、流暢な日本語を話し、都都逸までひねる親日家のイギリス人を、おおむね驚きと好意を以て報じた。しかし7月28日、友人の一人と吉原遊廓を視察に訪れたことを、女郎買いの「醜行」と誤報される騒動もあった。8月5日、明治天皇に拝謁（暑中の謁見は異例という）、日本協会設立以来の尽力にねぎらいの言葉を受けた。8月8日、夫妻は帰国の途に就いた。
1901年、ロンドン日本協会理事長 (chairman) に就任、1904年まで務めた。かねて支持していた日英同盟が1902年に結ばれると、大いに歓迎した。理事長退任後は、副会長を務め（会長職には駐英日本公使が就く）、日英友好のための活動を続けた。
第一次世界大戦がはじまると、兵士募集のための講演や、戦地での兵士のための講演に奔走した。
1921年5月、日本の皇太子裕仁親王（のちの昭和天皇）の訪英に際して日本協会は盛大な歓迎パーティを行い、ディオシーも列席した。ディオシーは皇太子の謁見を受け、金時計を賜っている。1923年1月2日、滞在先のニースで没した。

## 人物
- ロンドン日本協会のほか、パリ民族誌学会、パリ日仏協会 (Société franco-japonaise de Paris)[16]、中国協会、王立地理学協会にも所属した[4]。
- 交友範囲は広く、多くの人々を歓迎した。
  - 1900年にロンドンを訪問した川上音二郎一座を歓迎した。音二郎・貞奴夫妻を友人の舞踊家ロイ・フラーに紹介したり、サラ・ベルナールのパーティーに招待したりする役割も果たしている[13]。
  - 1920年に英国に渡った薩摩治郎八の依頼を受け、彼に引っ越し先を紹介した[17]。薩摩はディオシーの紹介で晩年のアーサー・コナン・ドイルに会っている[17]。
- 一方で、ディオシーには派手に自己宣伝をする性格があった[13]。日本協会の設立や日英同盟の締結を、あたかも自分ひとりの功績であるかのように吹聴する言動もあったため、ディオシーが理事長を務めていた当時の日本協会内で批判が寄せられ、一時は理事長退任後に協会から手を引くことを声明する事態にも発展した[13]。
- 1899年の日本訪問時には各界に競って招待され、日本の新聞・雑誌各紙が大きく取り上げた[4]。しかし、その後日本での報道は、訪英した日本の要人が日本協会で歓迎を受けた際に名前が出る程度となり[4]、存命中から次第に忘れられた人物になった。